# Dachtraufrecht
Das Dachtraufrecht ist ein Begriff der Behörden- und Gerichtsorganisation des späten Mittelalters und der frühen Neuzeit bis ins 17. Jahrhundert.
Es bezeichnet das Recht eines Hausbesitzers, Angelegenheiten selbst zu untersuchen und allenfalls zu bestrafen, die sich innerhalb der Dachtraufe seines Hauses ereignet hatten und definierte damit dessen behördliche Berechtigung.
Als Dachtrauf wurde dabei jene Fläche gesehen, die (neben der Grundfläche des jeweiligen Gebäudes) von der Außenmauer des Gebäudes bis zu der Linie reichte, die durch die vom Dach fallenden Wassertropfen (die Dachtraufe) gezeichnet wurde. Die Größe des Dachtraufs hing davon ab, wie groß das Gebäude war und wie weit das Dach über dessen Außenwand vorsprang.

## Geschichte
Das Recht ist eine Form des Hausrechts. Die Dachtraufe bezeichnete die Grenze der Hofstatt, ihres Rechts und ihres Friedens. Diese Definition war dann relevant, wenn es darum ging festzustellen, ob ein Verhalten zwar außerhalb des Hauses, aber noch innerhalb des Dachtraufes als Hausfriedensbruch zu werten war.
Das Dachtraufrecht stand dem Hauseigentümer zu, wenn er freier Eigentümer war, ansonsten der Grundherrschaft, zu der dieses Haus gehörte. Wie weit dieses Recht reichte und welchen Personen es tatsächlich zustand, war unterschiedlich und änderte sich im Lauf der Zeit.
Die Dachtraufe konnte außerhalb der Behördenorganisation auch wirtschaftliche Bedeutung bekommen, wenn sie Berechtigungszonen definierte: „wil ieman win verchoufen, der sol in geben mit dem eimer uzerhalb dem tachtroufe“ (will jemand Wein verkaufen, der soll ihn mit dem Eimer außerhalb der Dachtraufe geben).
In der Steiermark war das Dachtraufrecht im 16. Jahrhundert ein Vorrecht, das allen Grundherren zustand. Innerhalb eines Dachtraufes übte der Grundherr die volle niedere Gerichtsbarkeit. Die steirische Landgerichtsordnung, die am 24. Dezember 1574 von Erzherzog Karl in Graz publiziert worden war, anerkannte die Freiheit des Grundherren vor dem persönlichen Eingreifen des Landrichters bei der Bestrafung der innerhalb des Dachtraufes vorkommenden Straffälle.

## Unterscheidung vom Traufrecht
Das Dachtraufrecht hat nichts mit dem Traufrecht zu tun, auch Dachrecht genannt. Das Traufrecht ist das Recht, das von einem Dach ablaufende Wasser auf ein anderes Grundstück abzuleiten (oder die Pflicht, ein Dach so zu gestalten, dass das nicht geschieht).